# Siméon Denis Poisson
Siméon Denis Poisson (francés: /simeɔ̃ dəni pwasɔ̃/; Pithiviers, Francia, 21 de junio de 1781-Sceaux (Altos del Sena), Francia, 25 de abril de 1840) fue un físico y matemático francés al que se le conoce por sus diferentes trabajos en el campo de la electricidad y por sus publicaciones acerca de la geometría diferencial y la teoría de probabilidades.

## Biografía
Poisson nació en Pithiviers, Loiret, hijo de Siméon Poisson. Su padre sirvió como soldado raso en las guerras de Hanover, pero disgustado por el trato abusivo que recibió de los oficiales nobles, desertó. Cuando nació su hijo, ocupaba diversos cargos administrativos, y al parecer estuvo a la cabeza del gobierno local durante el período revolucionario.
Siméon Denis fue enviado primero con su tío, un cirujano de Fontainebleau, y comenzó a aprender el oficio, pero hizo pocos progresos. Tras mostrar los primeros signos de su talento como matemático, fue enviado a la Escuela Central de Fontainebleau, donde tuvo la oportunidad de tener una clase con un profesor receptivo, M. Billy, que se dio cuenta rápidamente de que era superado por su alumno, le alentó a aprender las ramas más difíciles de las matemáticas, y predijo su futura fama recordando unas líneas del famoso fabulista Jean de La Fontaine, jugando con el significado de su apellido en francés:

«Petit Poisson deviendra grand // Pourvu que Dieu lui prête vie».

(‘El Pez pequeño se hace grande // Siempre y cuando Dios le dé vida’).

En 1798, ingresó en la École Polytechnique en Paris como primero de su promoción, y de inmediato comenzó a atraer la atención de los profesores de la escuela, quienes le dejaron libertad para tomar sus propias decisiones en cuanto a lo que iba a estudiar. En 1800, menos de dos años después de su ingreso, publicó dos libros de memorias, uno sobre el método de eliminación de Étienne Bézout, y el otro sobre el número de integrales de una ecuación en diferencias finitas. Este último fue examinado por Sylvestre François Lacroix y por Adrien-Marie Legendre, quien recomendó que se publicara en el Recueil des savants étrangers (Informe de científicos extranjeros), un honor sin precedentes para un joven de dieciocho años. Este éxito introdujo a Poisson en los más distinguidos círculos científicos. Joseph Louis Lagrange, a cuyas conferencias sobre la teoría de funciones asistió en la École Polytechnique, reconoció su talento desde el principio, y se convirtió en su amigo (el Mathematics Genealogy Project identifica a Lagrange como su asesor, pero esto puede ser una mera simplificación); mientras que Pierre-Simon Laplace, que estaba atento a los pasos de Poisson, lo consideraba casi como su hijo. El resto de su carrera, hasta su muerte en Sceaux cerca de París, casi fue ocupado totalmente por la composición y publicación de sus numerosas obras y en el cumplimiento de los deberes de los numerosos puestos educativos para los que fue nombrado sucesivamente.
Inmediatamente después de terminar sus estudios en la École Polytechnique, fue nombrado répétiteur (asistente de enseñanza) en la propia escuela, cargo que había ocupado sin remuneración cuando todavía era un estudiante en la escuela; sus compañeros de clase habitualmente le visitaban en su habitación después de alguna clase especialmente difícil para oírle repetirla y explicarla. Fue nombrado profesor adjunto (professeur suppléant) en 1802, y en 1806 profesor titular tras la marcha de Jean Baptiste Joseph Fourier, a quien Napoleón había enviado a Grenoble. En 1808 se convirtió en astrónomo del Bureau des Longitudes; y cuando la Faculté des sciences de Paris fue instituida en 1809, fue nombrado profesor de mecánica racional (professeur de mécanique rationelle). Posteriormente pasó a ser miembro del Instituto en 1812, examinador en la escuela militar (École Militaire) de Saint-Cyr en 1815, examinador de graduación en la Escuela Politécnica en 1816, consejero de la universidad en 1820, y geómetra del Bureau des Longitudes sucediendo a Pierre-Simon Laplace en 1827.
En 1817, se casó con Nancy de Bardi y con ella tuvo cuatro hijos. Su padre, cuyas experiencias tempranas le habían llevado a odiar a los aristócratas, le educó en los principios de la Primera República. A lo largo de la Revolución, el Imperio, y la siguiente restauración, Poisson no estuvo interesado en la política, concentrándose en las matemáticas. Durante el Primer Imperio se mantuvo leal a la República, negándose a jurar lealtad a Napoleón.
Fue nombrado barón en 1821; pero no obtuvo el diploma ni usó el título. En marzo de 1818, fue elegido Miembro de la Royal Society y en 1823 miembro extranjero de la Real Academia Sueca de Ciencias. La Revolución de 1830 pudo suponer la pérdida de todos sus honores; pero este desdoro para el gobierno de Luis Felipe de Orleans fue hábilmente evitado por François Arago: mientras que la «revocación» de los cargos de Poisson estaba siendo tratada por el Consejo de Ministros, Arago le facilitó una invitación a cenar en el Palacio Real, donde fue abierta y efusivamente recibido por el rey ciudadano, que «se acordó» de él. Después de esto, por supuesto, su degradación fue imposible, y siete años más tarde fue nombrado Par de Francia, no por razones políticas, sino como representante científico.
Convertido en un partidario acérrimo de la monarquía, es conocida su aversión al físico y matemático Louis Poinsot, con el que mantuvo enconadas discusiones científicas durante años, que adquirieron tintes políticos y acabaron con la destitución de Poinsot de sus cargos académicos cuando Poisson fue nombrado responsable de educación del nuevo gobierno monárquico en 1830.
Como profesor de matemáticas se dice de Poisson que tuvo un éxito extraordinario, como era de esperar tras su temprano desempeño como répétiteur en la École Polytechnique. Como trabajador científico, su productividad es prácticamente insuperable. A pesar de sus muchos deberes oficiales, encontró tiempo para publicar más de trescientas obras, varias de ellas extensos tratados; y muchas otras memorias dedicadas a tratar las ramas más abstrusas de la matemática pura, de la matemática aplicada, de la física matemática y de la mecánica racional.
Arago le atribuye la cita siguiente: 

«La vida es buena sólo para dos cosas: hacer matemáticas; y enseñarlas».

## Principales trabajos
Es conocida la corrección de Poisson de la ecuación diferencial de segundo orden de Laplace para el potencial:
{\displaystyle \nabla ^{2}\phi =-4\pi \rho \;}
hoy lleva su nombre (Ecuación de Poisson) o la ecuación de la teoría del potencial, publicada por primera vez en el Boletín de la Société Philomatique de Paris (1813). Si la función en un punto dado es ρ = 0, entonces se obtiene la ecuación de Laplace:
{\displaystyle \nabla ^{2}\phi =0\;.}
En 1812 Poisson descubrió que la ecuación de Laplace es válida únicamente fuera de un sólido. Una prueba rigurosa de masas con densidad variable se dio por primera vez por Carl Friedrich Gauss en 1839. Ambas ecuaciones tienen sus equivalentes en cálculo vectorial. La ecuación de Poisson para el operador laplaciano de un campo escalar; φ en el espacio tridimensional es:
{\displaystyle \nabla ^{2}\phi =\rho (x,y,z)\;.}
Considerando por ejemplo la ecuación de Poisson para el potencial eléctrico en una superficie; Ψ como una función de la densidad de carga eléctrica; ρe conocido en un punto particular:
{\displaystyle \nabla ^{2}\Psi ={\partial ^{2}\Psi  \over \partial x^{2}}+{\partial ^{2}\Psi  \over \partial y^{2}}+{\partial ^{2}\Psi  \over \partial z^{2}}=-{\rho _{e} \over \varepsilon \varepsilon _{0}}\;.}
La distribución de la carga en un fluido es desconocida y debe usarse la Ecuación de Poisson-Boltzmann:
{\displaystyle \nabla ^{2}\Psi ={n_{0}e \over \varepsilon \varepsilon _{0}}\left(e^{e\Psi (x,y,z)/k_{B}T}-e^{-e\Psi (x,y,z)/k_{B}T}\right),\;}
que en la mayoría de los casos no se puede resolver analíticamente. En coordenadas polares la ecuación de Poisson-Boltzmann tiene la forma:
{\displaystyle {1 \over r^{2}}{d \over dr}\left(r^{2}{d\Psi  \over dr}\right)={n_{0}e \over \varepsilon \varepsilon _{0}}\left(e^{e\Psi (r)/k_{B}T}-e^{-e\Psi (r)/k_{B}T}\right)\;}
que tampoco se puede resolver analíticamente. Si un campo φ no es escalar, la ecuación de Poisson es válida, como puede ser por ejemplo en el espacio de Minkowski 4-dimensional:
{\displaystyle {\sqrt {\phi }}_{ik}=\rho (x,y,z,ct)\;.}
Si ρ ( x ,  y ,  z ) es una función continua y si cuando r → ∞ (o si un punto se 'mueve' hasta el infinito) la función φ tiende a 0 suficientemente rápido, una solución de la ecuación de Poisson es la del potencial newtoniano de una función ρ (x,y,z):
{\displaystyle \phi _{M}=-{1 \over 4\pi }\int {\rho (x,y,z)\,dv \over r}\;}
donde r es la distancia entre un elemento de volumen dv y un punto M. La integración se ejecuta en todo el espacio.
Otra "integral de Poisson" es la solución para la función de Green para la ecuación de Laplace con la condición de Dirichlet sobre un disco circular:
{\displaystyle \phi (\xi \eta )={1 \over 4\pi }\int _{0}^{2\pi }{R^{2}-\rho ^{2} \over R^{2}+\rho ^{2}-2R\rho \cos(\psi -\chi )}\phi (\chi )\,d\chi \;}
donde
{\displaystyle \xi =\rho \cos \psi ,\;}
{\displaystyle \quad \eta =\rho \sin \psi ,\;}
φ es una condición de contorno impuesta en el contorno del disco.
De la misma manera, se define la función de Green para la ecuación de Laplace con la condición de Dirichlet, ∇² φ = 0 sobre una esfera de radio R. En este caso, la función de Green es:
{\displaystyle G(x,y,z;\xi ,\eta ,\zeta )={1 \over r}-{R \over r_{1}\rho }\;,}
donde
{\displaystyle \rho ={\sqrt {\xi ^{2}+\eta ^{2}+\zeta ^{2}}}} es la distancia de un punto (ξ, η, ζ) desde el centro de la esfera,
r es la distancia entre los puntos (x,y,z) y (ξ, η, ζ), y
r1 es la distancia entre el punto (x,y,z) y el punto (Rξ/ρ ,Rη/ρ,Rζ/ρ), simétrico del punto (ξ, η, ζ).
La integral de Poisson tiene ahora la forma:
{\displaystyle \phi (\xi ,\eta ,\zeta )={1 \over 4\pi }\iint _{S}{R^{2}-\rho ^{2} \over Rr^{3}}\phi \,ds\;.}
En 1815 Poisson estudió las integrales en el plano complejo, y en 1831 obtuvo las Ecuaciones de Navier-Stokes independientemente de Claude-Louis Navier.

## Punto de vista erróneo sobre la teoría ondulatoria de la luz

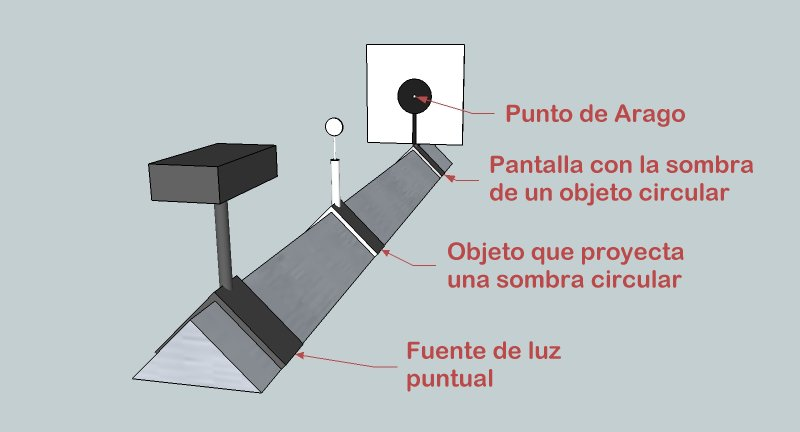
Experimento del punto de Arago. Una fuente de luz puntual, proyecta la sombra de un círculo sobre una pantalla. En el centro de la sombra aparece un punto brillante debido a la difracción, contradiciendo las predicciones de la óptica geométrica.

Poisson mostró una sorprendente arrogancia rechazando la teoría ondulatoria de la luz. Era un miembro de la académica "vieja guardia" en la Academia Real de Ciencias del Instituto de Francia, firmes defensores de la teoría corpuscular de la luz alarmados por la creciente aceptación de la teoría ondulatoria de la luz. En 1818, la Academia estableció las bases de su premio dedicándolo a la difracción, con la certeza de que un teórico de partículas sería el ganador. Poisson, confiando en la intuición más que en las matemáticas o en experimentos científicos, ridiculizó al ingeniero civil Augustin-Jean Fresnel cuando presentó una tesis al concurso explicando la difracción mediante el análisis tanto del Principio de Fresnel - Huygens como del experimento de la doble rendija de Thomas Young.
Poisson estudió la teoría de Fresnel en detalle y, por supuesto, buscó una manera de demostrar que era errónea, en su condición de partidario dogmático de la teoría corpuscular de la luz. Pensó que había encontrado un error cuando argumentó que una consecuencia de la teoría de Fresnel es que debería existir un punto brillante en el centro de la sombra de un obstáculo circular que bloquease una fuente de luz, donde a su vez debería haber completa oscuridad de acuerdo con la teoría corpuscular de la luz. Por tanto, la teoría de Fresnel no podía ser cierta, declaró Poisson, de acuerdo con este resultado sin duda absurdo. (Debe considerarse que el punto de Poisson no se observa fácilmente en situaciones cotidianas, porque la mayoría de las fuentes habituales de luz no son fuentes puntuales de luz adecuadas.)
Sin embargo, el presidente de la comisión, François Arago (posteriormente primer ministro de Francia), no tenía la arrogancia de Poisson y decidió que era necesario llevar a cabo el experimento con más detalle. Amoldó un disco metálico de 2 mm a una placa de vidrio con cera. Para sorpresa de todos, logró observar el punto luminoso previsto por Poisson (posteriormente denominado "punto de Arago" en su memoria), lo que convenció a la mayoría de los científicos de la naturaleza ondulatoria de la luz. Al final Fresnel ganó el concurso de la Academia, muy a pesar de Poisson.
Después de esto, la teoría corpuscular de la luz fue orillada, para no aparecer de nuevo (esta vez en una forma muy diferente) hasta el siglo XX, cuando revivió como parte de la dualidad onda partícula de nuevo desarrollo. Arago más tarde señaló que el punto brillante de difracción (el punto de Poisson, que posteriormente se conoció como punto de Arago) ya había sido observado por Joseph-Nicolas Delisle y por Giacomo F. Maraldi un siglo antes.

## Tratados

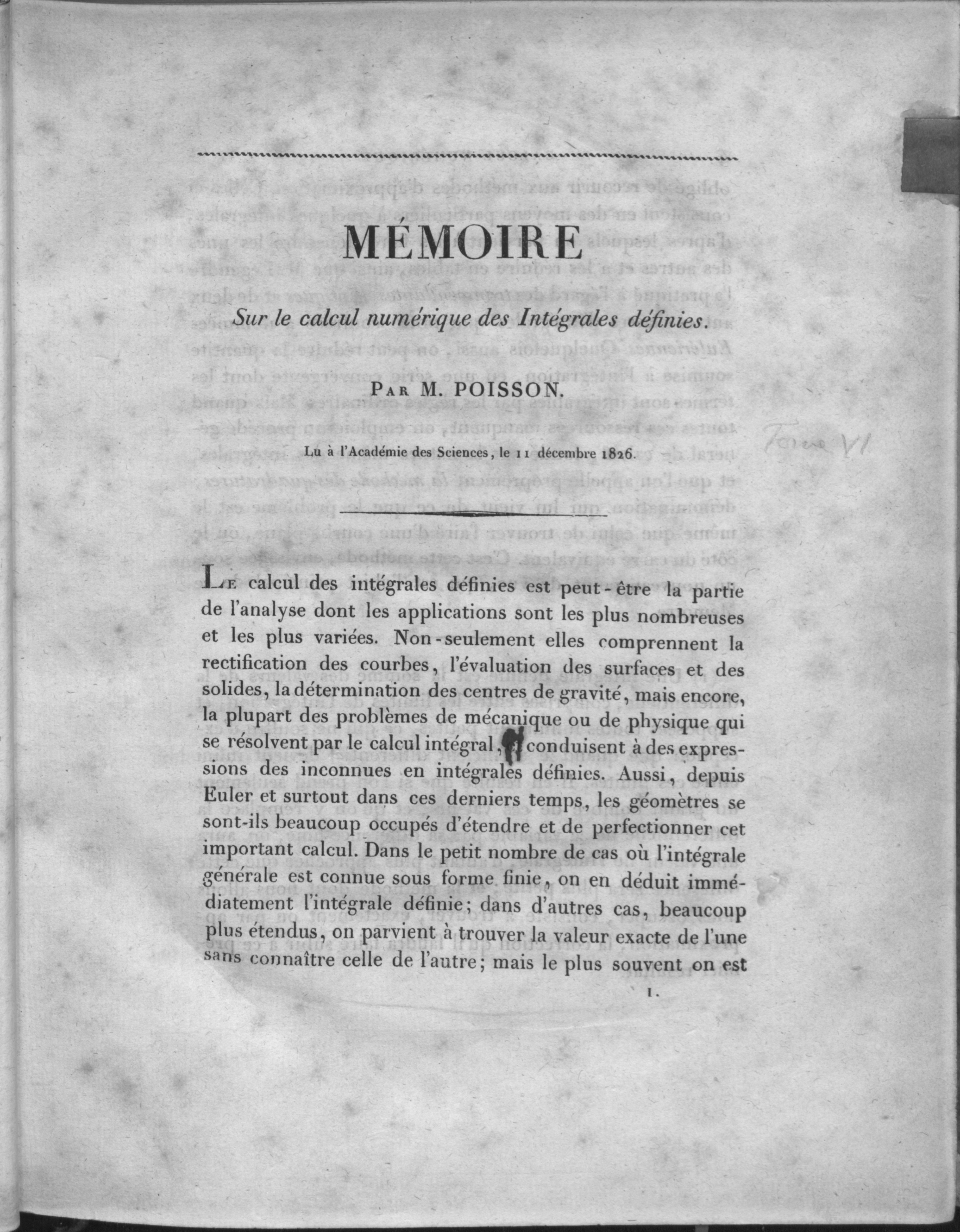
Mémoire sur le calcul numerique des integrales définies, 1826

Una lista de las obras de Poisson, elaborada por él mismo, se da al final de su biografía escrita por Arago. Dada su enorme extensión, normalmente se resume en una breve mención de las más importantes. Fue en la aplicación de las matemáticas a la física donde se centraron sus aportaciones más relevantes a la ciencia. 
Tal vez la más original, y sin duda la más permanente en su influencia, fueron sus memorias sobre la teoría de la electricidad y el magnetismo, que prácticamente crearon una nueva rama de la física matemática.
Siguiente en importancia (si no más importante que la obra anteriormente citada) destacan las memorias sobre mecánica celeste, en las que demostró ser un digno sucesor de Pierre-Simon Laplace. Las más importantes son sus memorias tituladasSur les inégalités séculaires des moyens mouvements des Planetes, Sur la variation des constantes arbitraires dans les questions de mécanique, ambas publicadas en el Journal de la Escuela Politécnica (1809); Sur la libration de la lune, en Connaissances des temps (1821); y Sur le mouvement de la terre autour de son centre de gravité, en Mémoires de l'Académie (1827). En la primera de estas memorias, Poisson discute la famosa cuestión de la estabilidad de las órbitas planetarias, que ya había sido resuelto por Lagrange en un primer grado de aproximación de las fuerzas perturbadoras. Poisson demostró que el resultado podría extenderse a una segunda aproximación, y por lo tanto hizo un importante avance en la teoría planetaria. La memoria es notable en cuanto a que "despertó" a Lagrange tras un intervalo de inactividad, para componer en su vejez una de sus memorias más importantes, titulada Sur la théorie des variations des éléments des planètes, et en particulier des variations des grands axes de leurs orbites. Lagrange tenía en tan alta estima la memoria de Poisson, que hizo una copia de la misma con su propia mano, que fue encontrada entre sus papeles después de su muerte. Poisson hizo importantes contribuciones a la teoría de la atracción gravitatoria.
Dos de los libros de memorias más importantes de Poisson sobre el tema son Sur l'attraction des sphéroides (Connaiss. Ft. Temps, 1829), y Sur l'attraction d'un ellipsoide homogène (Mim. Ft. L ' . acad, 1835). Para concluir la selección de sus memorias físicas, puede hablarse de su libro sobre la teoría de las ondas (MEM. Ft. L'Acad., 1825).
En matemática pura, sus obras más importantes fueron la serie de memorias sobre integrales definidas y su discusión de las series de Fourier, este último allanando el camino para las investigaciones clásicas de Peter Gustav Lejeune Dirichlet y de Bernhard Riemann sobre el mismo tema; se publicaron en el Journal de la École Polytechnique 1813/23, y en las  Memorias de la Academia de 1823. También estudió las integrales de Fourier. También se puede hablar de su ensayo sobre el cálculo de variaciones (Mem. Acad de l'., 1833), y sus memorias sobre la probabilidad de los resultados medios de las observaciones (Connaiss d. Temps, de 1827). La distribución de Poisson en teoría de probabilidad lleva su nombre.
Su Traité de mécanique (2 vols 8.º, 1811-1833), escrito en el estilo de Laplace y Lagrange, fue durante mucho tiempo una obra de referencia, mostrando numerosas novedades, como el uso explícito de momentos:
{\displaystyle p_{i}={\partial T \over {\partial q_{i}/\partial t}},}
que influyó en la obra de Hamilton y de Jacobi.
Además de sus muchas memorias, Poisson publicó una serie de tratados, la mayoría de los cuales estaban destinados a formar parte de un gran trabajo sobre física matemática, que no vivió lo suficiente para poder completar: Formules relatives aux effets du tir d'un canon sur les différentes parties de son affût (1838).
Entre estos trabajos, se pueden mencionar:
- Nouvelle théorie de l'acción capillaire (4to, 1831);
- Théorie mathématique de la chaleur (4to, 1835);
- Suplemento para el mismo (4to, 1837);
- Recherches sur la probabilité des jugements en matières criminelles et matière civile (4to, 1837), todos publicados en París.

Una traducción de Poisson Tratado de Mecánica se publicó en Londres en 1842.

## Reconocimientos
- Elegido Miembro de la Royal Society en 1818.
- Miembro extranjero de la Real Academia Sueca de Ciencias en 1823.
- Es uno de los 72 científicos cuyo nombre figura inscrito en la Torre Eiffel.
- Una federación en matemática y física teóricas lleva su nombre.[7]
- Un colegio de la localidad francesa de Pithiviers también lleva su nombre.
- En 1935, la Unión Astronómica Internacional dio el nombre de Poisson[8] a un cráter lunar.
- El asteroide (12874) Poisson también conmemora su nombre.[9]
- La exposición "S.-D. Poisson, les mathématiques au service de la science" (S. D. Poisson, las matemáticas al servicio de la ciencia) fue organizada en la universidad Pierre & Marie Curie (París) en el año 2014.